# Bartolomeo Cavarozzi

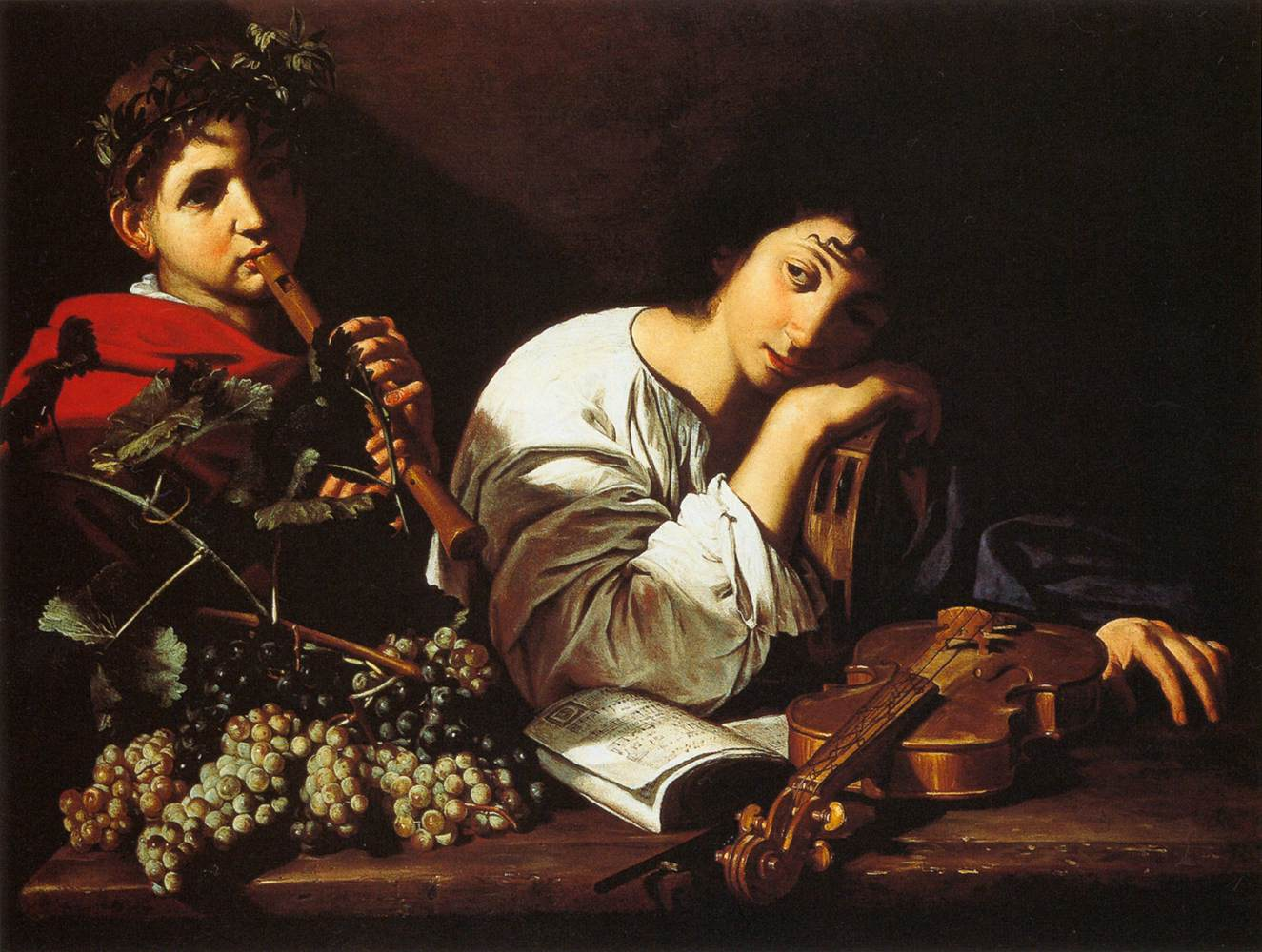
Bartolomeo Cavarozzi, Dolore di Aminta da Torquato Tasso

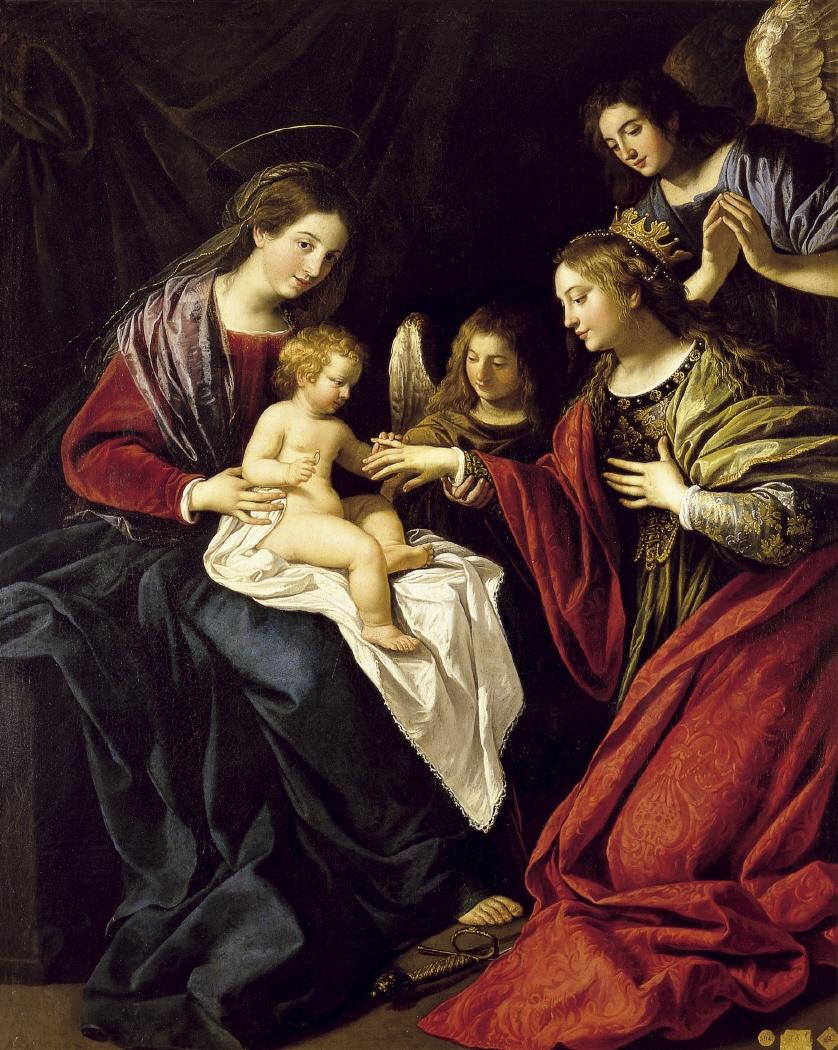
Bartolomeo Cavarozzi, Sposalizio mistico di santa Caterina

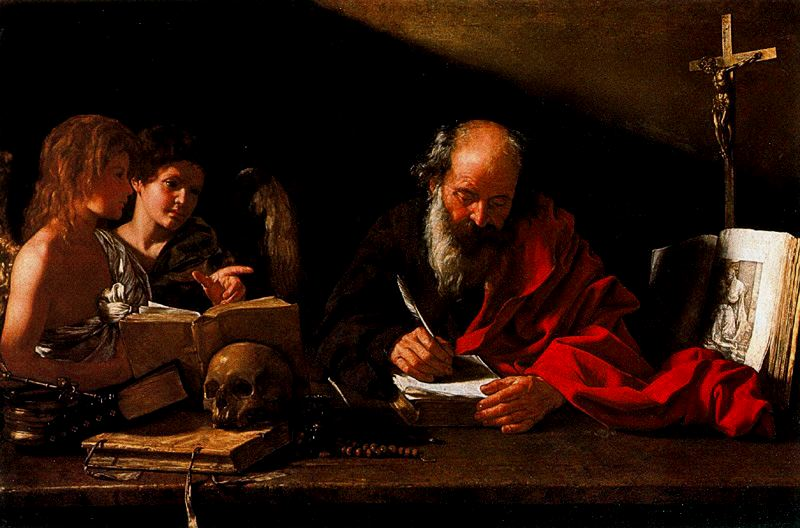
Bartolomeo Cavarozzi, San Gerolamo e due angeli, 1617

Bartolomeo Cavarozzi, detto Bartolomeo de' Crescenzi (Viterbo, 15 febbraio 1587 – Roma, 21 settembre 1625), è stato un pittore italiano.

## Biografia
Arrivato a Roma giovanissimo fu accolto nella bottega del pittore viterbese Tarquinio Ligustri. Fu poi allevato, quasi come un figlio, dai marchesi Crescenzi - dai quali prese il soprannome di Bartolomeo de' Crescenzi - e a stretto contatto con il pittore Cristoforo Roncalli, intimo della famiglia Crescenzi.
Dipinse nel 1608 una pala con San Carlo Borromeo in preghiera, per la chiesa di Sant'Andrea della Valle, poi perduta, e nel 1614 dipinse una Sant'Orsola con le sue compagne, per la chiesa di Sant'Orsola.
Il marchese Giovanni Battista Crescenzi, pittore e architetto, che era il suo protettore, nel palazzo di famiglia presso il Pantheon accoglieva giovani pittori che potevano lì esercitarsi a ritrarre soggetti al naturale - figure e nature morte - sotto la guida di maestri esperti.
Nel 1617 Crescenzi si trasferì in Spagna, al seguito del cardinale Antonio Zapata y Cisneros (1550–1635) e portò con sé il giovane Cavarozzi, perché si perfezionasse a contatto con pittori di scuola spagnola. Tornato a Roma, a primavera del 1619, Cavarozzi dipinse la pala con Sant'Anna, la Vergine e il Bambino per la chiesa delle monache benedettine di Sant'Anna dei Falegnami. Realizzò, a maggio 1622, una Visitazione, per la cappella del municipio di Viterbo.
Col tempo aveva abbandonato i modi del manierismo, maturando l'adesione al naturalismo e al luminismo della pittura caravaggesca, espressi attraverso una dolce e intimistica vena poetica.

### Opere nei musei, opere attribuite
Il dipinto San Girolamo nello studio, 1617 circa, è ora a Firenze, alla Galleria Palatina; lo Sposalizio mistico di santa Caterina è a Madrid, al Museo del Prado; la Sacra Famiglia è a Torino, alla Pinacoteca dell'Accademia Albertina e la Vergine con il Bambino è a Roma, alla Galleria Spada.
Opere che gli sono state attribuite: Sant'Isidoro Agricola, a Viterbo, nella chiesa di Sant'Angelo in Spatha; Madonna con il Bambino, a Viterbo, nella chiesa di Sant'Ignazio; Gesù Bambino dormiente, a Madrid, al Prado; la Madonna con il Bambino, a Toledo, nel Real Colegio de Doncellas Nobles; la Madonna con Bambino, ispirata a Raffaello Sanzio, ora a Madrid in collezione privata; Santa Caterina a Murcia al Museo de Bellas Artes e Madonna con il Bambino e due angeli, venduta da Christie's nel 1964.